# Móra la Nova
Móra la Nova är en kommun i Spanien.   Den ligger i provinsen Província de Tarragona och regionen Katalonien, i den östra delen av landet, 400 km öster om huvudstaden Madrid. Antalet invånare är 3 285. Arean är 15,9 kvadratkilometer. Móra la Nova gränsar till Garcia, Tivissa och Móra d'Ebre. 
Terrängen i Móra la Nova är platt.